# Impossible Princess
Impossible Princess je šesti glasbeni album avstralske pevke Kylie Minogue. Na Japonskem je album založba BMG Records izdala 1. novembra 1997, 12. januarja 1998 je preko založbe Mushroom Records v Avstraliji, 23. marca 1998 pa preko založbe Deconstruction Records še v Evropi. Ob izidu je bil album s strani glasbenih kritikov deležen mešanih ocen. Album so producirali Dave Ball, Ingo Vauk, skupini Brothers in Rhythm in Manic Street Preachers ter Rob Dougan. Veliko kritikov je pohvalilo zrelost pesmi z albuma in osebne teme, nekateri pa so trdili, da album ni dovolj navdihujoč in verjeten. Album Impossible Princess je bil izredno uspešen v rodni državi Kylie Minogue, Avstraliji, kjer je na državni glasbeni lestvici januarja 1998 zasedel četrto mesto in za 70.000 prodanih izvodov tam nazadnje prejel platinasto certifikacijo. V Veliki Britaniji album ni požel pričakovanega komercialnega uspeha; leta 1998 je tam prodal le 44.000 izvodov, kar je veliko manj, kot prejšnji albumi Kylie Minogue.
Z albumom je Kylie Minogue predstavila svoj nov, drugačen, bolj radikalen glasbeni slog, saj je večina pesmi vključevala velik poudarek na bobnih in bas kitari, album pa so sestavljale indie rock, trip hop, folk in jazz glasbene zvrsti. Pesem Impossible Princess je bil prvi album Kylie Minogue, pri katerem je bila izredno aktivno vpletena tudi v nastanek vseh pesmi; napisala je besedila vseh pesmi z albuma. Album so v Veliki Britaniji avgusta 1997 po smrti Diane, princese Walesa, preimenovali v Kylie Minogue. Leta 2003 je založba Bertelsmann Music Group izdala preurejeno različico albuma Impossible Princess; kot B-strani singlov so izdali remixe pesmi. Leta 2003 je britanska revija Q album označila za enega izmed najboljših albumov vseh časov, saj naj bi bil »izgubljena pop mojstrovina«.

## Ozadje
Leta 1995 je Kylie Minogue posnela pesem »Where the Wild Roses Grow«, duet z avstralskim rock glasbenikom Nickom Caveom. Besedilo pesmi je predstavljalo perspektivi morilca (Nick Cave) in njegove žrtve (Kylie Minogue). Istega leta je na predlog Nicka Cavea na prireditvi »Poetry Jam« v Royal Albert Hall v Lonodnu recitirala besedilo svoje uspešnice »I Should Be So Lucky«. Kasneje je Kylie Minogue dejala, da ji je Nick Cave vlil samozavest, ki ji je omogočila, da se je pričela izražati preko glasbe: »Naučil me je, da ne smem ustvarjati nečesa, kar zelo odstopa od moje prave osebnosti, še vseeno pa lahko podrobneje raziščem stvari, ki me zanimajo, saj pri tem ne bom izgubila svojega jedra. Osebno se mi je najtežje zdelo najti svoje jedro in biti popolnoma iskrena v svoji glasbi.«
Naslednjega leta je Kylie Minogue pričela z razmerjem s francoskim fotografom Stéphaneom Sednaouijem. Skupaj sta večkrat potovala po Združenih državah Amerike in po južni Kitajski v iskanju lastne identitete. Kylie Minogue je dejala, da se je tudi zaradi razmerja s Stéphaneom Sednaouijem počutila bolj svobodno pri lastnem izražanju svojega glasbenega sloga in talenta. Stéphane Sednaoui jo je seznanil tudi z glasbeniki kot so Björk, Shirley Manson in njena glasbena skupina Garbage, japonska pop glasbenica Towa Tei in glasbena skupina U2; vsi ti so vplivali na glasbene elemente z albuma Impossible Princess.

## Snemanje in produkcija
House duet Brothers in Rhythm, ki ga sestavljata Steve Anderson in Dave Seaman, je bil izbran za opravljanje glavne produkcije albuma. Leta 1995 je Kylie Minogue z duetom Brothers in Rhythm pričela snemati demo posnetke v studijih Real World v Bathu, Anglija. Demo posnetke so večinoma sestavljala besedila, ki jih je napisala Kylie Minogue, z različnimi melodijami v ozadju. Kasneje so jih preuredili in dodali oziroma zamenjali nekaj inštrumentov ter tako oblikovali prve pesmi, kasneje vključene na album. Ostale učinke sta Steve Anderson in Gavyn Wright opravila v studiu Sarm West v Londonu, sredi leta 1996 pa je Alan Bremner v studiu Real World posnel še večino remixov za pesmi. Album Impossible Princess so snemali skoraj dve leti, s čimer je postal drugi projekt Kylie Minogue, na katerem je delala najdlje, takoj za avstralsko telenovelo Sosedje. Steve Anderson je kasneje razložil, da so album snemali tako dolgo, ker so želeli, da bi prikazal »čisti perfekcionizem vseh kreativno vpletenih v njegov nastanek.«

## Pisanje in sestava
Kylie Minogue je besedila za pesmi z albuma Impossible Princess pričela pisati okoli leta 1996 med svojimi potovanji po Združenih državah Amerike in Kitajskem s Stéphaneom Sednaouijem. Ko se je vrnila v Avstralijo, je pričela zapisovati besede in raziskovati, kakšen je njihov pomen v stavkih. Že prej je sodelovala pri pisanju nekaterih svojih pesmi, a sama jih je označila za »varne, nevpadljive kombinacije besed z ritmom, in to je bilo vse.« Za pisanje pesmi z albuma Impossible Princess sta jo navdihnila Stéphane Sednaoui in njena lastna izkušnja življenja pod drobnogledom javnosti. Na začetku je težko sprejela svojo preteklost, saj je, ko se je ozirala nazaj, spoznala, da je mnogo njenih izkušenj povezano z bolečino in zmedeno osramočenostjo. Ko se je spopadla s preteklostjo, si je povrnila samozavest; dejala je, da se je počutila »kot da bi preplezala Mount Everest ali skočila z letala. Toliko rečem sem se tako dolgo izogibala, pa sploh niso bile tako zapletene. To mi je ves čas pravil Nick [Cave]. 'Bilo bi čudovito. Soočila bi se z vso svojo preteklostjo in nazadnje bi se počutila veliko bolje.' In ni se motil.«
Leta 1996 je Kylie Minogue sodelovala s člani alternativne glasbene skupine Manic Street Preachers. Na njegovem domu se je srečala z njihovim glavnim pevcem, Jamesom Deanom Bradfieldom, ki ji je kasneje poslal demo posnetek pesmi »I Don't Need Anyone«. Kylie Minogue je bila pesem zelo všeč, saj naj bi bilo »tako čudovito slišati nekaj tako drugačnega od tistega, kar sem ustvarjala prej. Nekaj svežega je prišlo do mene v času, ko sem to najbolj potrebovala, prevzeli so nekaj kreativnega nadzora in jaz sem si lahko privoščila nekaj premora.« Kylie Minogue je Jamesu Deanu Bradfieldu predstavila še dve svoji besedili. Obe besedili je združil in tako ustvaril glavni singl z albuma, pesem »Some Kind of Bliss«.
Album je na začetku vključeval le pesmi, ki jih je napisala Kylie Minogue. Kylie Minogue je na klavirju ustvarila glasbo za pesem »Too Far«, kasneje pa so med produkcijo pesmi dodali še druge inštrumente. Kylie Minogue je v dveh letih nastajanja albuma z raznimi producenti napisala še več ducatov pesmi, a veliko jih ni nikoli izšlo. Potem, ko so dokončali s pisanjem besedila pesmi, je Kylie Minogue posnela demo posnetek, da so lahko ocenili vrednost pesmi.
Kylie Minogue je z albumom Impossible Princess prevzela toliko kreativnega nadzora, kot si je želela že vso svojo kariero. Založba Deconstruction Records zaradi slabega zdravstvenega stanja njihovega vodje, Petea Hadfielda, ni nadziralo nastajanja albuma. Zato je imela Kylie Minogue več besede pri sprejemanju pomembnih odločitev povezanim z le-tem. Na začetku je verjela, da bo album vključeval preveč glasenih slogov, a si je kasneje premislila: »Nisem želela ustvariti neke lažnive podobe same sebe. To je resnica, saj bi lagala, če bi cel album zvenel kot pesem 'Some Kind of Bliss' ali kot pesem 'Too Far'. Sem namreč vsestranska oseba.«

## Ime albuma in naslovnica
Ime albuma izvira iz naslova zbirke pesmi, ki jih je napisal Billy Childish, Poems to Break the Hearts of Impossible Princesses. Knjigo je Kylie Minogue podaril Nick Cave in dejala je, da je veliko pesmi opisovalo njeno takratno situacijo. V Veliki Britaniji in drugod po Evropi so album avgusta 1997 po smrti Diane, princese Walesa, preimenovali v Kylie Minogue. Kylie Minogue je spremembo imena razložila:
S tem naslovom sem živela že dve leti in morala sem se soočiti z mnogimi mediji, ki so se spraševali o njegovem izvoru, a zaradi tragedije, ki se je pripetila Diani, sem ponovno premislila. O tem nisem razmišljala takoj, saj sem potrebovala nekaj časa, da sem vse skupaj sploh dojela. Ko sem nekaj časa o tem razmišljala, sem spoznala, da si ne želim kar naprej razlagati naslova ali razburiti ljudi. Zato smo album zaenkrat preimenovali, a morda bomo v prihodnosti to dejanje razveljavili. Tako bomo album od zdaj naprej imenovali; to pa ne bo vključeno tudi na naslovnico albuma.
Kylie Minogue in Stéphane Sednaoui sta želela ustvariti tridimenizonalno naslovnico albuma Impossible Princess, saj sta želela predstaviti njeno tridimenizonalno osebnost. Fotografiranje je trajalo cel teden in Kylie Minogue studija nekajkrat ni zapustila do treh ali štirih zjutraj. Da bi posneli 3-D fotografijo, so potrebovali najrazličnejše posebne tehnične pripomočke, Kylie Minogue pa je morala pozirati v istih pozah zelo dolgo časa, kar jo je pričelo dolgočasiti. Da bi se v ozadju prikazala vrteča se svetloba, jo je Stéphane Sednaoui od glave do peta oblekel v črno in okoli nje postavil najrazličnejše kuhinjske luči, pokrite s plastičnimi vrečkami. Na snemanju so posneli ogromno fotografij, a večine niso nikoli izdali. Na nekaterih neizdanih fotografijah je Kylie Minogue pozirala pred gradom in mestom, ki naj bi predstavljali mnoga kraljestva »nemogoče princese«. Oktobra 1997 so na Japonskem izdali 3-D različico naslovnice, hkrati pa so v omejeni izdaji izdali še štiri fotografije.

## Sprejem kritikov
Album je s strani glasbenih kritikov ob izidu prejel mešane ocene. V večini držav je bil album deležen pozitivnega sprejema, z izjemo Velike Britanije, kjer so kritiki albumu dodeljevali v glavnem negativne kritike. Največ hvale je albumu dodelila revija Billboard, ki ga je opisala kot »čudovitega« in v zaključku napisala: »To je zlata komercialna priložnost za večjo [glasbeno založbo] z vizijo in energijo [za uspeh v Združenih državah Amerike]. Ostro uho bo zaslišalo podobnost albuma Impossible Princess z Madonninim izredno uspešnim albumom Ray of Light.« Najbolj kritičen je bil do albuma Ben Willmott, ki je v oceni albuma za revijo NME napisal, da je nov glasbeni slog Kylie Minogue »čista goljufija«, album sam pa »neprepričljiv«. Posebej je kritiziral pesmi, ki jih je napisala v sodelovanju z Jamesom Deanom Bradfieldom; pesem »Some Kind of Bliss« je, na primer, označil za »presenetljivo nadležno«. Nazadnje je albumu dodelil štiri od desetih zvezdic.
Novinar revije Slant je album vključil na svoj seznam »Ključno za pop: 50 najpomembnejših pop albumov«, objavljen junija 2003. Sal Cinquemani je v svoji oceni albuma zapisal, da je album »prenatrpan z raznimi trance pesmimi«, kot so »popolno napisana pesem 'Say Hey'«, »v tehno rock slogu glasbene skupine Chemical Brothers napisana pesem 'Limbo'«, »omamna pesem 'I Don't Need Anyone'«, »Björkini pesmi 'Venus As A Boy', podobna pesem 'Through the Years'« in »zadnja iz serije, 'Dreams'«, ki »vodijo mešanico stilov, ki pa po šestih letih še vedno deluje sveže in strnjeno.« Poleg tega je dejal, da je album čudovito sestavljen iz »močno osebnih, a enotno strnjenih pesmi«, s katerimi »Kylie Minogue neustrašno oznani svojo neodvisnost, a še vseeno ohrani svojo izvirno ranljivost.« Poleg tega je napisal, da je z albumom »razširila svoja obzorja preko vsega, kar je ustvarila do takrat (in potem)« in da »je album delo, zaradi katerega je umetnik pripravljen tvegati, pa čeprav pop kraljica na kocko morda postavi svojo vladavino.« Albumu je dodelil štiri od petih zvezdic.
Novinar revije Music Week nad albumom ni bil tako navdušen. Napisal je: »Kyliejini vokali so na nevarnem robu ... a vseeno niso dovolj močni, da bi me navdušili.« John Mangan, novinar revije The Age je napisal, da album »zveni dobro in tudi v resnici je korak v pravo smer«, pohvalil pa je tudi »lenoben trip-hop slog« pesmi »Jump« in »zabaven country stil« pesmi »Cowboy Style«. Novinar avstralske revije Who Magazine je vokale Kylie Minogue primerjal z vokali Sinéad O'Connor in napisal, da je na albumu prikazala resnične zmožnosti svojega glasu. Napisal je tudi, da si je s tem albumom zagotovila kredibilnost v glasbeni industriji, albumu pa je dodelil osem od desetih zvezdic.

## Dosežki na lestvicah
Album Impossible Princess je bil izredno uspešen v Avstralija, kjer je na glasbeni lestvici zasedel četrto mesto, kasneje pa je januarja 1998 na lestvici Australian Music Report zasedel prvo mesto. Postal je enaintrideseti najbolje prodajan album leta 1998 in za 70.000 prodanih izvodov prejel platinasto certifikacijo s strani organizacije Australian Recording Industry Association (ARIA). Poleg tega je album petintrideset tednov ostal med prvimi petdesetimi pesmimi na avstralski lestvici, s čimer je postal tamkaj najuspešnejši album Kylie Minogue. Poleg tega, da je bil komercialno izredno uspešen, je album Impossible Princess s strani glasbenih kritikov ob izidu požel predvsem pozitivne ocene in bil na podelitvi nagrad ARIA Awards leta 1998 nominiran za mnogo nagrad. V Združenem kraljestvu je album na glasbeni lestvici zasedel deseto mesto in 1. aprila 1998 prejel srebrno certifikacijo s strani organizacije British Phonographic Industry (BPI).

## Singli
Prvi in glavni singl z albuma, pesem »Some Kind of Bliss«, je postal najmanj uspešen singl Kylie Minogue, saj je zasedel samo dvaindvajseto mesto na britanski in sedemindvajseto na avstralski glasbeni lestvici. Pesem, ki jo je napisal James Dean Bradfield iz glasbene skupine Manic Street Preachers, je menil, da je Kylie Minogue s pesmijo predstavila bolj rock zvok, saj je bil večji poudarek na kitarah in tolkalih, s čimer je dosegla učinke, za katere si je prizadevala že zelo zgodaj v svoji karieri. Singl so prvič predvajali na pogrebu Diane, princese Walesa, a ni bil niti približno tako uspešen kot pesem »Candle in the Wind 1997« Eltona Johna, izdana ob istem času, ki je postala najhitreje prodajan singl v Veliki Britaniji, saj je samo v prvem dnevu od izida prodala 658.000 izvodov in v prvem tednu 1,5 milijona izvodov ter pet tednov ostala na vrhu britanske lestvice.
Drugi singl z albuma, »Did It Again«, je vključeval zelo agresiven vokalen slog, nanj pa so vplivali predvsem alternativna in vzhodnjaška glasba. Pesem je zasedla eno izmed prvih dvajsetih mest tako na avstralski kot na britanski glasbeni lestvici. Za pesem so posneli tudi videospot, ki ga je režiral Pedro Romanhi. Kylie Minogue je kasneje dejala, da se je z videospotom pravzaprav norčevala iz svoje podobe v medijih; v njem se je namreč pojavila v treh vlogah, v kateri se pojavlja največjkrat, in sicer kot »neodvisna Kylie«, »seksi Kylie«, »plesna Kylie« in »luštkana Kylie«, vse tri osebnosti pa se bojujejo za nadvlado.
Pesem »Breathe«, tretji singl z albuma, je zasedla eno izmed prvih dvajsetih mest na britanski ter eno izmed prvih tridesetih na avstralski lestvici. Drugod po svetu je bila pesem moderatno dokaj uspešna; med drugim je zasedla prvo mesto na izraelski lestvici.
Pesem »Cowboy Style« so v Avstraliji zaradi tamkajšnjega uspeha njene turneje Intimate and Live ekskluzivno izdali tudi kot singl. Zasedel je devetintrideseto mesto na avstralski glasbeni lestvici.

## Seznam pesmi
| #  | Naslov                | Tekstopisec(i)                            | Producent(i)           | Dolžina |
| -- | --------------------- | ----------------------------------------- | ---------------------- | ------- |
| 1  | »Too Far«             | Minogue                                   | Brothers in Rhythm     | 4:43    |
| 2  | »Cowboy Style«        | Minogue, Dave Seaman, Steve Anderson      | Brothers in Rhythm     | 4:44    |
| 3  | »Some Kind of Bliss«  | Minogue, James Dean Bradfield, Sean Moore | Dave Eringa, Bradfield | 4:13    |
| 4  | »Did It Again«        | Minogue, Anderson, Seaman                 | Brothers in Rhythm     | 4:22    |
| 5  | »Breathe«             | Minogue, Dave Ball, Ingo Vauk             | Ball, Vauk             | 4:38    |
| 6  | »Say Hey«             | Minogue                                   | Brothers in Rhythm     | 3:37    |
| 7  | »Drunk«               | Minogue, Anderson, Seaman                 | Brothers in Rhythm     | 3:59    |
| 8  | »I Don't Need Anyone« | Minogue, Bradfield, Nick Jones            | Eringa, Bradfield      | 3:13    |
| 9  | »Jump«                | Minogue, Rob Dougan                       | Dougan                 | 4:03    |
| 10 | »Limbo«               | Minogue, Ball, Vauk                       | Ball, Vauk             | 4:05    |
| 11 | »Through the Years«   | Minogue, Ball, Vauk                       | Ball, Vauk             | 4:20    |
| 12 | »Dreams«              | Minogue, Anderson, Seaman                 | Brothers in Rhythm     | 3:44    |

### Izdaja z dodatnimi pesmimi
Večina dodatnih pesmi se je pojavila tudi na japonski izdaji albuma Impossible Princess.
| #  | Naslov  | Tekstopisec(i)      | Producent(i) | Dolžina |
| -- | ------- | ------------------- | ------------ | ------- |
| 13 | »Tears« | Minogue, Ball, Vauk | Ball, Vauk   | 4:27    |

### Posebna izdaja z dodatnim CD-jem
Posebna izdaja albuma Impossible Princess vključuje še dodatne pesmi z remixi in B-stranmi.
| #  | Naslov                                  | Tekstopisec(i)            | Producent(i)                       | Dolžina |
| -- | --------------------------------------- | ------------------------- | ---------------------------------- | ------- |
| 1  | »Love Takes Over Me« (verzija z albuma) | Minogue, Anderson, Seaman | Brothers in Rhythm                 | 4:19    |
| 2  | »Too Far« (Innerjev remix)              | Minogue                   | Brothers in Rhythm, Philip Steir   | 6:19    |
| 3  | »Did It Again« (remix)                  | Minogue, Anderson, Seaman | Brothers in Rhythm, Philip Steir   | 5:49    |
| 4  | »Breathe« (Teejev plesnmi remix)        | Minogue, Ball, Vauk       | Ball, Vauk, Todd Terry             | 6:21    |
| 5  | »Tears«                                 | Minogue, Ball, Vauk       | Ball, Vauk                         | 4:27    |
| 6  | »Too Far« (Juniorjev remix)             | Minogue                   | Brothers in Rhythm, Junior Vasquez | 5:49    |
| 7  | »Breathe« (Teejev remix)                | Minogue, Ball, Vauk       | Ball, Vauk, Terry                  | 7:55    |
| 8  | »Some Kind of Bliss« (Quivverjev remix) | Minogue, Bradfield, Moore | Eringa, Bradfield, John Graham     | 8:39    |
| 9  | »Did It Again« (remix Razor-n-Go)       | Minogue, Anderson, Seaman | Brothers in Rhythm, Razor-n-Go     | 9:53    |
| 10 | »Breathe« (remix Teeja Glimmerja)       | Minogue, Ball, Vauk       | Ball, Vauk, Terry                  | 4:46    |
| 11 | »Too Far« (remix s severnega tečaja)    | Minogue                   | Brothers in Rhythm, Steir          | 5:54    |
| 12 | »This Girl« (demo)                      | Minogue, Uschi Classen    | Classen                            | 3:09    |

## Neizdane pesmi z albuma
Pesmi dueta Brothers in Rhythm:
- »Stay This Way« kasneje izdana na kompilaciji Hits+
- »You're The One« pesem v slabi kvaliteti so leta 1998 izdali na internetu
- »Free« obstaja samo groba demo verzija pesmi; Kylie Minogue je pesem izvedla na več svojih turnejah
- »(All Right) Now«
- »Looking Down On Me«
- »Stay With You«
- »Miles«

Pesmi Nicka Cavea:
- »Soon«

## Ostali ustvarjalci
| - Kylie Minogue – glavni vokali, spremljevalni vokali, sintetizator - Steve Anderson – sintetizator, klavir, kitara, programiranje, brenkala - James Dean Bradfield – kitara, bas kitara - Geoff Bird, Greg Bone – kitara - Livingstone Brown, Steve Walters – bas kitara - Neil Sidwell – trobenta - Simon Clarke – saksofon, flavta - Tim Sanders – saksofon - Guy Barker, Roddie Lorimer – trobenta - Martin Loveday – čelo - Peter Lale – viola - Nick Nasmyth – sintetizator, brenkala | - Steve Sidelnyk – bobni, tolkala - Sean Moore – bobni - Andy Duncan – tolkala - Gavyn Wright – violina, vodja orkestra - Sally Herbert – brenkala - Johnnie Hardy, Bogislaw Kostecki – fidel - Dave Eringa, Will Malone, Gini Ball, Claire Orsler, Jocelyn Pook, Anne Stephenson - brenkala - Alan Bremmer – programiranje, inženir, mešanje - Richard Lowe – mešanje, inženir - Sunny Lizic, Paul Wright – inženir - Stephane Sednaoui – fotografiranje - Farrow Design – umetniško oblikovanje |

Vir:

## Dosežki in certifikacije

### Dosežki
| Lestvica (1998)                       | Dosežek |
| ------------------------------------- | ------- |
| Avstralija (ARIA)                     | 4       |
| Združeno kraljestvo (UK Albums Chart) | 10      |

### Dosežki na lesticah ob koncu leta
| Lestvica (1998)   | Dosežek |
| ----------------- | ------- |
| Avstralija (ARIA) | 31      |

### Certifikacije
| Država              | Certifikacija |
| ------------------- | ------------- |
| Avstralija          | Platinasta    |
| Združeno kraljestvo | Srebrna       |

## Zgodovina izidov
| Država           | Datum            | Založba                | Format          | Številka kataloga |
| ---------------- | ---------------- | ---------------------- | --------------- | ----------------- |
| Japonska         | 1. november 1997 | BMG                    | CD              | BVCP-6068         |
| Avstralija       | 12. januar 1998  | Mushroom Records       | CD              | MUSH33069.2       |
| Avstralija       | 12. januar 1998  | Mushroom Records       | Kaseta          | MUSH33069.4       |
| Velika Britanija | 23. marec 1998   | Deconstruction Records | CD              | 74321 51727 2     |
| Velika Britanija | 23. marec 1998   | Deconstruction Records | Kaseta          | 74321 51727 4     |
| Velika Britanija | 26. maj 2003     | Deconstruction Records | Special edition | 82876511152       |
| Avstralija       | September 2003   | Mushroom Records       | Special edition | MUSH337322        |